# سوزان باترون
سوزان باترون (بالإنجليزية: Susan Patron)‏‏ (1948 في لوس أنجلوس - )؛ أمينة مكتبة، وكاتِبة، وروائية من الولايات المتحدة.

## الجوائز
- جائزة نيوبري